# Парижская торгово-промышленная палата
Парижская торгово-промышленная палата (фр. Chambre de commerce et d'industrie de Paris), сокращённо CCIP, — одна из 169 торгово-промышленных палат Франции. Это государственное учреждение, включающее 84 избранных глав промышленных предприятий страны. 
Включает примерно 410 тыс. предприятий города Парижа и департаментов О-де-Сен, Сен-Сен-Дени и Валь-де-Марн, которые создают 20 % ВВП Франции. 
Имеет свои представительства в департаментах, где занимается сферой экономической и производственной жизни.

## История

### XIX век
Парижская торговая палата состояла из 31 члена под председательством сенского префекта; при палате была торгово-политическая библиотека, в её ведении находились высшая и средняя коммерческие школы.